# ブレイム・カナダ
ブレイム・カナダ（Blame Canada）は1999年のアメリカ映画『サウスパーク/無修正映画版』の挿入歌である。同年のアカデミー賞の主題歌賞にノミネートされた。作曲はトレイ・パーカーとマーク・シャイマンである。
『サウスパーク』劇中の架空の町「サウスパーク」では、子どもたちがカナダ映画『テレンス&フィリップ：アス・オブ・ファイヤー』（Terrance and Phillip: Asses of Fire）を観てから、その映画の真似をするようになった。カイル（4人の主人公のひとり）の母シーラ（声優メアリー・ケイ・バーグマン）は、これを問題視し、PTAを率いてカナダの責任を追及し、批難するため、「ブレイム・カナダ」を歌う。
保護者たちは、自分の子どもたちが「テレンス&フィリップ」を視聴することを許しておきながら、子どもたちの問題行動の責任が自分たちにあるとは認めなかった。「ブレイム・カナダ」は責任転嫁（en:Scapegoating）と保護者たちが子供を「大衆文化の消費」に晒していることを揶揄した内容になっている。

## アカデミー賞ノミネート
「ブレイム・カナダ」は1999年のアカデミー賞の主題歌賞にノミネートされた。
ノミネートされると論争が巻き起こった。というのも、ノミネート曲は授賞式のTV放送で披露されることになっているのだが、この曲の歌詞には、連邦通信委員会がゴールデンアワー帯での使用を禁じている「ファック（fuck）」という放送禁止用語があったからである。
懸念はほかにもあった。歌詞のなかには、有名なカナダ人歌手のアン・マレーを「ビッチ（bitch）」と呼ぶ部分があった。しかしマレー本人は冗談だから気にしないとの旨を表明し、この部分はそのまま歌われた。（マレー自身もアカデミー賞授賞式に招待されたが、先約があって出席を辞退している。）
アカデミー賞授賞式当日、「ブレイム・カナダ」はコメディアンのロビン・ウィリアムズがコーラス隊を従えて歌うことになった。ロビン・ウィリアムズは、授賞式当日は口にダクトテープを貼り付けた姿で登場し、『サウスパーク』主要登場人物の一人であるケニーのようなスピーチを行った。その後、テープをはがすとスタンの決め台詞である「Oh my god! They killed Kenny!（なんてこった！ケニーが殺されちゃった！）」を演じてから歌に入った。
ウィリアムズは、女優のマーガレット・トルードーや歌手ブライアン・アダムス（どちらもカナダ人）をジョークのネタにしながら、劇中の他の挿入歌である「ラ・レジスタンス」の歌詞も採り入れて歌った。また、ウィリアムズは歌手のセリーヌ・ディオン（カナダ人）にも言及した。問題の部分では、サウスパークの住人に扮したバックコーラス隊が「fuck」に差し掛かったところで息を呑み、ウィリアムズはその瞬間にバックコーラス隊を振り返る、という演出で「fuck」を回避した。
偶然にも、カナダでのTV中継では、ロビン・ウィリアムズのパフォーマンス前後にモルソン・カナディアン・ビールのCM「アイ・アム・カナディアン」が流れた。（このCMはカナダ人に対するステレオタイプなイメージに対抗して作られ、カナダ人のナショナリズムに訴えるものとしてよく知られたCMだった。）
アカデミー主題歌賞は、フィル・コリンズの「You'll Be in My Heart」（『ターザン』主題歌）が受賞したが、『サウスパーク』では翌年これをパロディにした「You'll Be in Me」という曲を「Timmy 2000」というエピソード（第4シーズン第3話）で用いた。この回でコリンズは常にオスカー像を抱いた敵役として登場、最後はオスカー像が尻に刺さる。

## オリジナル声優の自殺
授賞式当日に歌を披露するのは、オリジナル声優ではなく、代役（ロビン・ウィリアムズ）であることが決まったが、劇中でこの歌を担当した声優のメアリー・ケイ・バーグマンは、授賞式の1ヶ月前に拳銃自殺した。（詳細はメアリー・ケイ・バーグマン#拳銃自殺を参照。）

## 元カナダ首相のコメント
カナダ元首相で、領事（当時）のキム・キャンベルはこの曲について尋ねられて、「ブレイム・カナダ」は明らかに風刺の効いたジョークであり、実際に母国が侮辱されたわけではないから、気にしない、と述べた。この点については、歌詞の最後の部分にも表れている。